# Eugénie Segond-Weber
Caroline-Eugénie Segond-Weber (Parigi, 1867 – 1945) è stata un'attrice teatrale francese.
Fu all'Odéon dal 1885 al 1887 e alla Comédie-Française dal 1887 al 1888, prima di tornare all'Odéon. Nel 1900 ritornò alla Comédie.